# 内田靖人
内田 靖人（うちだ やすひと、1995年5月30日 - ）は、福島県いわき市出身の元プロ野球選手（内野手）。右投右打。

## 経歴

### プロ入り前

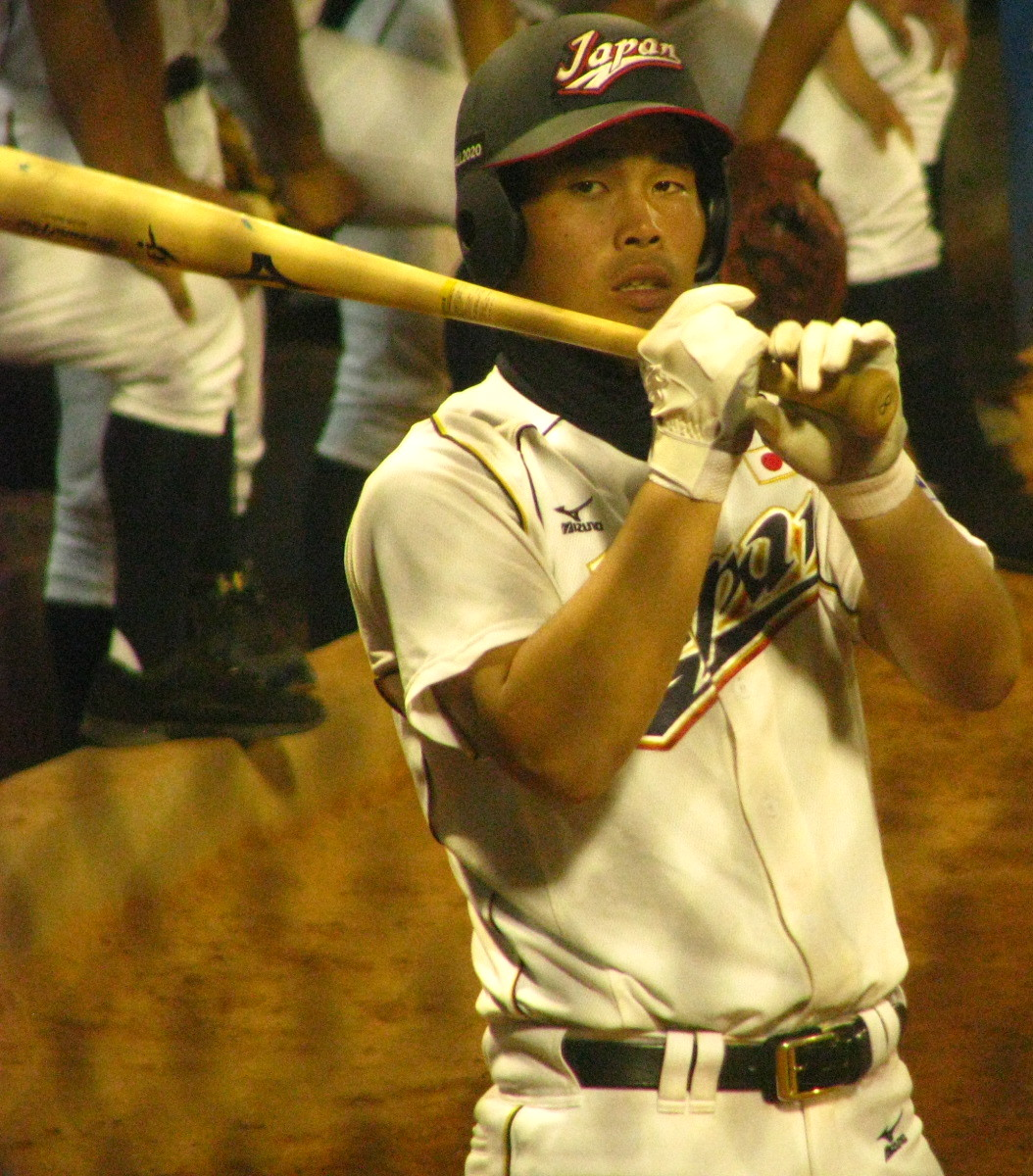
2013年9月6日

小学校2年時に、常磐軟式野球スポーツ少年団で野球を始めた。中学生時代に所属していたいわき松風クラブでは、4番打者として、園部聡とともにクリーンアップを任されていた。
中学校卒業後に、茨城県の常総学院高校へ進学。捕手として硬式野球部へ入部したが、1年時の春からベンチ入りを果たすと、打撃を買われて対外試合に三塁手として出場することが多かった。2年時の夏に、「3番・三塁手」として第94回全国高等学校野球選手権大会に出場。桐光学園高校との2回戦で松井裕樹から2安打を放ったが、チームは松井から19三振を奪われた末に敗れた。2年時の秋には、右大腿部の肉離れに見舞われながらも、主将・一塁手・4番打者として茨城県秋季大会に出場。チームを県大会の優勝と秋季関東大会への準決勝進出に導いた。3年時の春には、「4番・捕手」として第85回記念選抜高等学校野球大会に出場。大竹耕太郎擁する済々黌高校との初戦で2安打を放ったものの、チームは完封負けを喫した。3年夏の全国高等学校野球選手権茨城大会では、大会タイ記録の4本塁打を記録。霞ヶ浦高等学校との決勝でサヨナラ本塁打を放つと、続く第95回全国高等学校野球選手権大会でも、北照高校との1回戦で3点本塁打を放ってチームの勝利に貢献した。上林誠知擁する仙台育英高校との2回戦には、捕手として出場。座ったままで二塁に牽制球を投げるなど、強肩を披露した。福井商業高校との3回戦でも長谷川凌汰から本塁打を放ったが、準々決勝で髙橋光成擁する前橋育英に逆転負けを喫した。甲子園球場の全国大会では、通算で打率.345（29打数10安打）、2本塁打を記録。3年時秋の第26回AAA世界野球選手権大会では、日本代表の「4番・指名打者」としてチームの準優勝に貢献した。
2013年のNPBドラフト会議で、捕手として東北楽天ゴールデンイーグルスから2巡目で指名。契約金6000万円、年俸600万円（金額は推定）という条件で入団した。入団当初の背番号は8。

### 楽天時代
2014年、捕手登録だったが、「シーズンを通じて二軍で経験を積ませる」という二軍監督の大久保博元の方針で、春季キャンプから三塁手に専念。イースタン・リーグ公式戦では、開幕戦から7試合連続安打を記録した。シーズン終盤に一軍に登録されると、10月4日の対オリックス・バファローズ戦（楽天koboスタジアム宮城）で、一軍公式戦での初安打を放った。
2015年、春季キャンプ直前の1月21日に、ポジション登録を捕手から内野手へ正式に変更した。シーズン中には、イースタン・リーグ公式戦での通算打率が.194にとどまるほど低調で、一軍公式戦への出場機会はなかった。シーズン終了後のみやざきフェニックス・リーグでは、5本塁打を記録。シーズン終了後に、千葉ロッテマリーンズから国内FA権の行使により移籍してきた今江敏晃が、移籍前と同じく背番号8を着用したことにより、背番号を36へ変更した。
2016年、公式戦の開幕を二軍で迎えたが、イースタン・リーグ公式戦で序盤から好調を維持すると、6月9日の対東京ヤクルトスワローズ戦（koboスタ宮城）で2年ぶりに一軍公式戦へ出場。「7番・三塁手」としてスタメンで起用されると、2安打と一軍公式戦初打点を記録した。さらに、6月16日の対読売ジャイアンツ戦（東京ドーム）では、田原誠次から一軍公式戦初本塁打を放った。一軍公式戦での通算本塁打は2本にとどまったが、イースタン・リーグ公式戦ではチーム2位の13本を記録した。
2017年、レギュラーシーズンの終盤に一軍へ昇格すると、代打やスタメンで公式戦6試合に起用されたが、シーズン初打席から20打席目までは無安打（9三振）と不振。一軍のレギュラーシーズン最終戦であった10月10日の対ロッテ戦（koboパーク宮城）で、ゼラス・ウィーラーに代わって途中から三塁の守備に就くと、その後の打席で一軍公式戦唯一の安打を放った。イースタン・リーグ公式戦には109試合に出場。打率.234ながら、18本塁打、66打点という好成績で、イースタン・リーグの本塁打王・打点王のタイトルを受賞した。
2018年、主に一塁手としてオープン戦16試合に出場すると、NPB全12球団の規定打席到達者で単独1位の打率.386と、チームトップの4本塁打という好成績を記録。プロ入り後初めての開幕一軍入りを果たした。3月30日には、千葉ロッテマリーンズとのレギュラーシーズン開幕戦（ZOZOマリンスタジアム）で、「6番・一塁手」としてスタメンに起用。以降も一軍公式戦2試合に出場したが、打撃フォームを崩した影響で通算9打数無安打と振るわず、4月5日付で出場選手登録を抹消された。5月5日付で再び登録されると、一軍公式戦でのシーズン18打席目に当たる5月13日の対オリックス戦（京セラドーム大阪）8回裏の第4打席で、シーズン初安打を一軍公式戦2年ぶりの本塁打で記録。さらに3本の本塁打を放ったが、打率が2割前後にとどまり、セ・パ交流戦期間中の6月に再び登録を抹消された。8月末の再々登録以降は、一軍公式戦のスタメンに再び定着。9月以降7本の本塁打を放った結果、通算12本塁打でシーズンを終えた。楽天の高卒入団選手および、チーム生え抜きの右打者が一軍公式戦でシーズン2桁本塁打を達成した事例は、この年の内田が初めてである。
2019年、春季キャンプから一軍に帯同したが、前年好調だったオープン戦で打率.227、0本塁打と振るわず、レギュラーシーズンの大半を二軍で過ごした。5月に左太腿の裏を痛め、一時は戦線離脱をしたが、二軍のイースタン・リーグ初優勝に貢献した。シーズン最終盤の9月22日に一軍へ復帰した。同リーグの公式戦には100試合の出場で、規定打席へ2年ぶりに到達。チームトップ（リーグ4位タイ）の14本塁打、リーグ10位の打率.258を記録。10月5日には、ソフトバンクとのファーム日本選手権（サンマリンスタジアム宮崎）に「7番・三塁手」としてスタメンで出場した。シーズン終了後には、この年に西武から国内FA権の行使によって移籍した浅村栄斗の誘いを受けて、浅村の自主トレーニングに初めて参加した。
2020年、春季キャンプから一軍に帯同すると、14試合に出場したオープン戦で打率.333、4打点、得点圏打率.375という好成績を記録。新型コロナウイルスへの感染拡大に伴うチームの活動休止期間をはさんでも好調を維持したことから、2年ぶりの開幕一軍入りを果たした。開幕後は、前年に二軍を率いていた新監督の三木肇の下で、一塁手としてスタメンに随時起用。7月19日の対西武戦（楽天生命パーク）7回裏の第4打席では、この年の公式戦初登板から10登板試合連続で1本の本塁打も許していなかった平良海馬から、一軍公式戦では自身初となる満塁本塁打を放った。
2022年、5試合の出場に終わり、10月22日に戦力外通告を受けた。

### 社会人時代
2023年1月11日、社会人野球のエイジェックで現役を続行することが発表された。背番号は66。
2024年10月31日、現役引退が発表された。引退後はエイジェックベースボールアカデミーで後進の育成にあたる。

## 選手としての特徴・人物
思い切りの良いスイングと長打力が魅力の和製大砲。
愛称は「ウッチー」、「ヤス」、「ゴリラ」。「ゴリラ」と呼ばれると「誰がゴリラや」とツッコミを入れるのがお決まりとなっている。

## 詳細情報

### 年度別打撃成績
| 年 度     | 球 団     | 試 合 | 打 席 | 打 数 | 得 点 | 安 打 | 二 塁 打 | 三 塁 打 | 本 塁 打 | 塁 打 | 打 点 | 盗 塁 | 盗 塁 死 | 犠 打 | 犠 飛 | 四 球 | 敬 遠 | 死 球 | 三 振 | 併 殺 打 | 打 率 | 出 塁 率 | 長 打 率 | O P S |
| --------- | --------- | ----- | ----- | ----- | ----- | ----- | -------- | -------- | -------- | ----- | ----- | ----- | -------- | ----- | ----- | ----- | ----- | ----- | ----- | -------- | ----- | -------- | -------- | ----- |
| 2014      | 楽天      | 7     | 17    | 17    | 0     | 1     | 0        | 0        | 0        | 1     | 0     | 0     | 0        | 0     | 0     | 0     | 0     | 0     | 7     | 1        | .059  | .059     | .059     | .118  |
| 2016      | 楽天      | 17    | 58    | 54    | 3     | 11    | 4        | 0        | 2        | 21    | 7     | 0     | 0        | 0     | 0     | 4     | 0     | 0     | 27    | 0        | .204  | .259     | .389     | .648  |
| 2017      | 楽天      | 7     | 21    | 21    | 0     | 1     | 0        | 0        | 0        | 1     | 1     | 0     | 0        | 0     | 0     | 0     | 0     | 0     | 9     | 1        | .048  | .048     | .048     | .095  |
| 2018      | 楽天      | 58    | 193   | 177   | 16    | 35    | 6        | 0        | 12       | 77    | 25    | 0     | 1        | 0     | 1     | 14    | 0     | 1     | 66    | 4        | .198  | .259     | .435     | .694  |
| 2019      | 楽天      | 2     | 5     | 2     | 0     | 0     | 0        | 0        | 0        | 0     | 0     | 0     | 0        | 0     | 0     | 2     | 0     | 1     | 0     | 0        | .000  | .600     | .000     | .600  |
| 2020      | 楽天      | 38    | 109   | 93    | 9     | 16    | 3        | 0        | 5        | 34    | 18    | 1     | 0        | 0     | 1     | 14    | 0     | 1     | 31    | 5        | .172  | .284     | .366     | .650  |
| 2021      | 楽天      | 25    | 60    | 54    | 2     | 11    | 2        | 0        | 1        | 16    | 11    | 0     | 0        | 1     | 3     | 1     | 0     | 1     | 19    | 1        | .204  | .220     | .296     | .517  |
| 2022      | 楽天      | 8     | 14    | 10    | 0     | 1     | 0        | 0        | 0        | 1     | 2     | 0     | 0        | 1     | 1     | 2     | 0     | 0     | 4     | 0        | .100  | .231     | .100     | .331  |
| 通算：8年 | 通算：8年 | 162   | 477   | 428   | 30    | 76    | 15       | 0        | 20       | 151   | 64    | 1     | 1        | 2     | 6     | 37    | 0     | 4     | 163   | 12       | .178  | .246     | .353     | .599  |

- 2022年度シーズン終了時

### 年度別守備成績
| 年 度 | 球 団 | 一塁  | 一塁  | 一塁  | 一塁  | 一塁  | 一塁     | 三塁  | 三塁  | 三塁  | 三塁  | 三塁  | 三塁     | 外野  | 外野  | 外野  | 外野  | 外野  | 外野     |
| 年 度 | 球 団 | 試 合 | 刺 殺 | 補 殺 | 失 策 | 併 殺 | 守 備 率 | 試 合 | 刺 殺 | 補 殺 | 失 策 | 併 殺 | 守 備 率 | 試 合 | 刺 殺 | 補 殺 | 失 策 | 併 殺 | 守 備 率 |
| ----- | ----- | ----- | ----- | ----- | ----- | ----- | -------- | ----- | ----- | ----- | ----- | ----- | -------- | ----- | ----- | ----- | ----- | ----- | -------- |
| 2014  | 楽天  | -     | -     | -     | -     | -     | -        | 4     | 4     | 5     | 1     | 1     | .900     | -     | -     | -     | -     | -     | -        |
| 2016  | 楽天  | 8     | 69    | 2     | 0     | 5     | 1.000    | 9     | 6     | 11    | 1     | 3     | .944     | -     | -     | -     | -     | -     | -        |
| 2017  | 楽天  | 2     | 11    | 0     | 1     | 0     | .917     | 5     | 6     | 8     | 1     | 0     | .933     | -     | -     | -     | -     | -     | -        |
| 2018  | 楽天  | 23    | 156   | 9     | 2     | 17    | .988     | 35    | 15    | 40    | 4     | 1     | .932     | -     | -     | -     | -     | -     | -        |
| 2019  | 楽天  | 1     | 6     | 2     | 0     | 1     | 1.000    | -     | -     | -     | -     | -     | -        | -     | -     | -     | -     | -     | -        |
| 2020  | 楽天  | 31    | 180   | 16    | 2     | 13    | .990     | -     | -     | -     | -     | -     | -        | 3     | 2     | 0     | 0     | 0     | 1.000    |
| 2021  | 楽天  | 9     | 84    | 0     | 1     | 3     | .988     | -     | -     | -     | -     | -     | -        | 1     | 2     | 0     | 0     | 0     | 1.000    |
| 2022  | 楽天  | 2     | 7     | 0     | 0     | 1     | 1.000    | 1     | 0     | 3     | 0     | 0     | 1.000    | -     | -     | -     | -     | -     | -        |
| 通算  | 通算  | 76    | 513   | 29    | 6     | 40    | .989     | 54    | 31    | 67    | 7     | 5     | .933     | 4     | 4     | 0     | 0     | 0     | 1.000    |

- 2022年度シーズン終了時

### 記録
初記録
- 初出場・初先発出場：2014年9月18日、対千葉ロッテマリーンズ24回戦（楽天koboスタジアム宮城）、8番・三塁手で先発出場
- 初打席：同上、2回裏に木村優太から空振り三振
- 初安打：2014年10月4日、対オリックス・バファローズ23回戦（楽天koboスタジアム宮城）、4回裏に松葉貴大から三塁内野安打
- 初打点：2016年6月9日、対東京ヤクルトスワローズ3回戦（楽天koboスタジアム宮城）、6回裏に松岡健一から左前適時打
- 初本塁打：2016年6月16日、対読売ジャイアンツ3回戦（東京ドーム）、5回表に田原誠次から左越ソロ
- 初盗塁：2020年7月8日、対福岡ソフトバンクホークス3回戦（福岡PayPayドーム）、8回裏に二盗（投手：古谷優人、捕手：九鬼隆平）

### 背番号
- 8（2014年 - 2015年）
- 36（2016年 - 2021年）
- 67（2022年）
- 66（2023年 - 2024年）

### 登場曲
- 「ライオン」ベリーグッドマン（2017年 - 2021年）

### 代表歴
- 第26回AAA世界野球選手権大会日本代表